# Touch Me!
touch Me!是日本歌手倉木麻衣第八張原創專輯，於2009年1月21日發行。

## 簡介
- 與前作「ONE LIFE」相隔約一年的新作，收錄單曲「綻放夢想的春天／You and Music and Dream」、「每一秒都Love for you」、「24 Xmas time」。其中「You and Music and Dream」的編曲與單曲版本有少許分別。與前作一樣，本作多起用外部的作曲家跟編曲家。
- 發行附DVD的「初回限定盤」與「通常盤」兩版本，各有不同封面，其中初回限定盤為特殊包裝仕様。DVD收錄倉木本人的訪問、專輯錄音花絮、全國巡迴「Mai Kuraki Live Tour "touch Me!"」的影像等。
- 發售後獲得Oricon公信榜冠軍，自「Wish You The Best」睽違五年後再次獲得銷售榜冠軍，銷量亦較前作回升。
- 年榜位置96位，與其後發售的精選輯「ALL MY BEST」一同打進年榜TOP 100。

## 曲目

### CD
1. touch Me!
  - 作詞：倉木麻衣　作曲：望月由繪　編曲：平賀貴大
2. 每一秒都Love for you（一秒ごとに Love for you）
  - 作詞：倉木麻衣　作曲：大野愛果　編曲：Cybersound
3. Break the Tone
  - 作詞：倉木麻衣　作曲：藤田真梨　編曲：藤田真梨、DAY TRACK
4. 绽放梦想的春天（夢が咲く春）
  - 作詞：倉木麻衣　作曲・編曲：徳永曉人
5. I can't believe you !!
  - 作詞：倉木麻衣　作曲・編曲：Free-role J
6. Secret Lover
  - 作詞：倉木麻衣　作曲・編曲：Free-role J
7. Hello!
  - 作詞：倉木麻衣　作曲：内池秀和　編曲：池田大介
8. 24 Xmas time
  - 作詞：倉木麻衣　作曲：All The Rage　編曲：All The Rage、JJ、Carlos H
9. Catch
  - 作詞：倉木麻衣　作曲・編曲：平賀貴大
10. You and Music and Dream
  - 作詞：倉木麻衣　作曲：大野愛果　編曲：Cybersound
11. TOP OF THE WORLD (special track)
  - 作詞：John Bettis　作曲：Richard Lynn Carpenter
12. 绽放梦想的春天 -remix- (bonus track)（夢が咲く春 -remix-）
  - Remixed by 徳永曉人

### DVD
- 「Inside of touch Me ! 〜倉木麻衣談談"touch Me!" 〜」
  - 倉木麻衣的訪問、專輯錄音花絮、全國巡迴「Mai Kuraki Live Tour "touch Me!"」的影像等。

## 銷量
| 榜單                              | 最高排名 | 銷量   | 在榜時數 |
| --------------------------------- | -------- | ------ | -------- |
| Oricon日間專輯榜 (2009年1月22日)  | 1        | 16,784 | 10週     |
| Oricon週間專輯榜 (2009年2月第1週) | 1        | 50,250 | 10週     |
| Oricon月間專輯榜 (2009年2月)      | 2        | 78,808 | 10週     |
| Oricon年間專輯榜 (2008年)         | 96       | 90,302 | 10週     |
| Oricon累積銷量                    | —        | 90,302 | 10週     |